# Conifaber yasi
Espèce
Conifaber yasi est une espèce d'araignées aranéomorphes de la famille des Uloboridae.

## Distribution
Cette espèce est endémique de la province de Misiones en Argentine,.

## Description
Le mâle holotype mesure 1,80 mm et la femelle paratype 3,12 mm.

## Publication originale
- Grismado, 2004 : Two new species of the spider genus Conifaber Opell 1982 from Argentina and Paraguay, with notes on their relationships (Araneae, Uloboridae). Revista Ibérica de Aracnología, vol. 9, p. 291-306 (texte intégral).